# Michael Siebler
Michael Siebler (* 1956) ist ein deutscher Journalist und klassischer Archäologe.
Michael Siebler studierte klassische Archäologie. Schon während des Studiums nahm er an verschiedenen Ausgrabungen teil, darunter in Olympia. Ein DAAD-Stipendium ermöglichte ihm einen Aufenthalt in Athen. 1984 wurde er mit Studien zum augusteischen Mars Ultor an der Universität Mainz promoviert. Daran schloss sich eine Anstellung am Deutschen Archäologischen Institut in Damaskus an. Darauf folgte eine Anstellung als Mitarbeiter am Archäologischen Institut der Universität Mainz.
Ab 1986 war Siebler Redakteur im Feuilleton der Frankfurter Allgemeinen Zeitung. Hier betreute er die archäologischen Themen und die Seite Kunstmarkt. Außerdem ist Siebler Mitarbeiter der Zeitschrift Antike Welt. Schwerpunkt seiner publizistischen Arbeit ist die Forschung zu Homer, Troja und Heinrich Schliemann. Als FAZ-Redakteur unterstützte er die Verbreitung der Forschungsergebnisse Manfred Korfmanns. Nicht zuletzt in der Tübinger Troja-Debatte unterstützte Siebler Korfmanns Standpunkt. Nach seinem Ausscheiden aus der FAZ wurde er für das Pharmaunternehmen Boehringer Ingelheim tätig, wo er inzwischen das historische Archiv leitet.

## Schriften
- Studien zum augusteischen Mars Ultor, Maris, München 1988 ISBN 3-925801-01-4 (Münchener Arbeiten zur Kunstgeschichte und Archäologie, Band 1)
- Troia - Homer - Schliemann. Mythos und Wahrheit, von Zabern, Mainz 1990 (Kulturgeschichte der Antiken Welt, Band 46) ISBN 3-8053-1123-0
- Troia. Geschichte - Grabungen - Kontroversen, von Zabern, Mainz 1994 (Zaberns Bildbände zur Archäologie, Band 17/Sonderhefte zur Antiken Welt) ISBN 3-8053-1626-7
  - Troia - Mythos und Wirklichkeit. Philipp Reclam jun., Stuttgart 2001, (Universal-Bibliothek 18130), ISBN 3-15-018130-5
  - spanisch: La guerra de Troya. Mito y realidad, Ariel, Barcelona 2002 (Ariel grandes batallas) ISBN 84-344-6661-9
- Olympia. Ort der Spiele, Ort der Götter. Klett-Cotta Verlag, Stuttgart 2004, ISBN 3608960066
- Griechische Kunst, Taschen, Köln u. a. 2007 ISBN 978-3-8228-5447-1
  - englisch: Greek Art, Taschen, Köln u. a. 2007 ISBN 978-3-8228-5450-1
  - französisch: L' art grec, Taschen, Köln u. a. 2007 ISBN 978-3-8228-5449-5
  - spanisch: Arte griego, Taschen, Köln u. a. 2007 ISBN 978-3-8228-5448-8
- Römische Kunst, Taschen, Köln u. a. 2007 ISBN 978-3-8228-5451-8